# Luigi Incisa Beccaria di Santo Stefano
Luigi Incisa Beccaria di Santo Stefano, italijanski general, * 11. november 1813, † 30. junij 1900.
Med letoma 1869 in 1877 je bil poveljujoči general Korpusa karabinjerjev.